# Kelly Rowland
Pour les articles homonymes, voir Rowland.
Kelly Rowland, née Kelendria Trene Rowland le 11 février 1981 à Atlanta, est une chanteuse, danseuse, parolière, actrice et personnalité de la télévision américaine.
Kelly Rowland est révélée dans les années 1990, en tant que membre du groupe Destiny's Child avec lequel elle a vendu 60 millions de disques. En 2002, elle sort son premier album solo prénommé Simply Deep, vendu à 3,7 millions d'exemplaires dans le monde, qui contient le single numéro un : Dilemma, qu'elle interprète avec Nelly et Stole, qui s'érige dans le top dix aux États-Unis. Dans un même temps, elle entame une carrière d'actrice en interprétant un rôle dans la production filmique Freddy contre Jason.
Après l'arrêt du groupe Destiny's Child en 2005, elle publie en 2007, un second album Ms. Kelly, qui comprend les hits internationaux Like This et Work.
En 2009, elle devient présentatrice de la première saison du programme Fashion Show et collabore sur le titre dance When Love Takes Over de David Guetta, qui atteint la 1re place des classements mondiaux. De par ce succès, elle explore alors cet univers dans son troisième album Here I Am, qui comporte les singles à succès Commander, et le titre numéro un Motivation.
En 2011, elle retourne à la télévision en tant que juge de la 8e saison de l'émission The X Factor version britannique, puis en 2013 pour la troisième saison de The X Factor version américaine. Depuis 2017, elle est juge de la version australienne de l'émission populaire The Voice.
Elle apparaît en tant qu'actrice dans les productions filmiques : Freddy contre Jason (2003), The Seat Filler (2004), Think Like a Man (2012), 10 Rendez-Vous Pour Séduire (2017) ou encore Joyeuse Pagaille à Noël (2019).
Elle a vendu 60 millions de disques en tant que groupe et 66 millions en tant qu'artiste solo,. Elle gagne quatre Grammy Awards (plus sa collaboration en un cinquième reçu de David Guetta en 2010), deux Billboard Music Awards, une étoile sur la Hollywood Walk of Fame avec les Destiny's Child, et un ASCAP pour sa contribution dans l'industrie musicale.
En 2013, le titre When Love Takes Over de David Guetta en collaboration avec Kelly Rowland, est élu meilleure collaboration pop-dance de tous les temps par le magazine Billboard.

## Biographie

### Jeunesse
Kelendria Trene Rowland, de son vrai nom, voit le jour le 11 février 1981 à Atlanta dans l'État de Géorgie.
N'ayant pas connu une enfance facile, Kelly Rowland fut amenée à déménager à l'âge de huit ans du côté de Houston. Elle emménage chez Beyoncé en 1992. Elle fait également la connaissance de LaTavia Roberson et de LeToya Luckett.
En 1991, Kelly Rowland intègre le groupe Girl's Tyme en compagnie de Beyoncé Knowles, LaTavia Roberson, Ashley Tamar Davis. Deux ans plus tard LeToya Luckett rejoint le groupe qui durera finalement cinq ans.
En 1995, des membres, dont Ashley Tamar Davis, quittent le girlsband.

### Ère Destiny's Child (1996–2001)

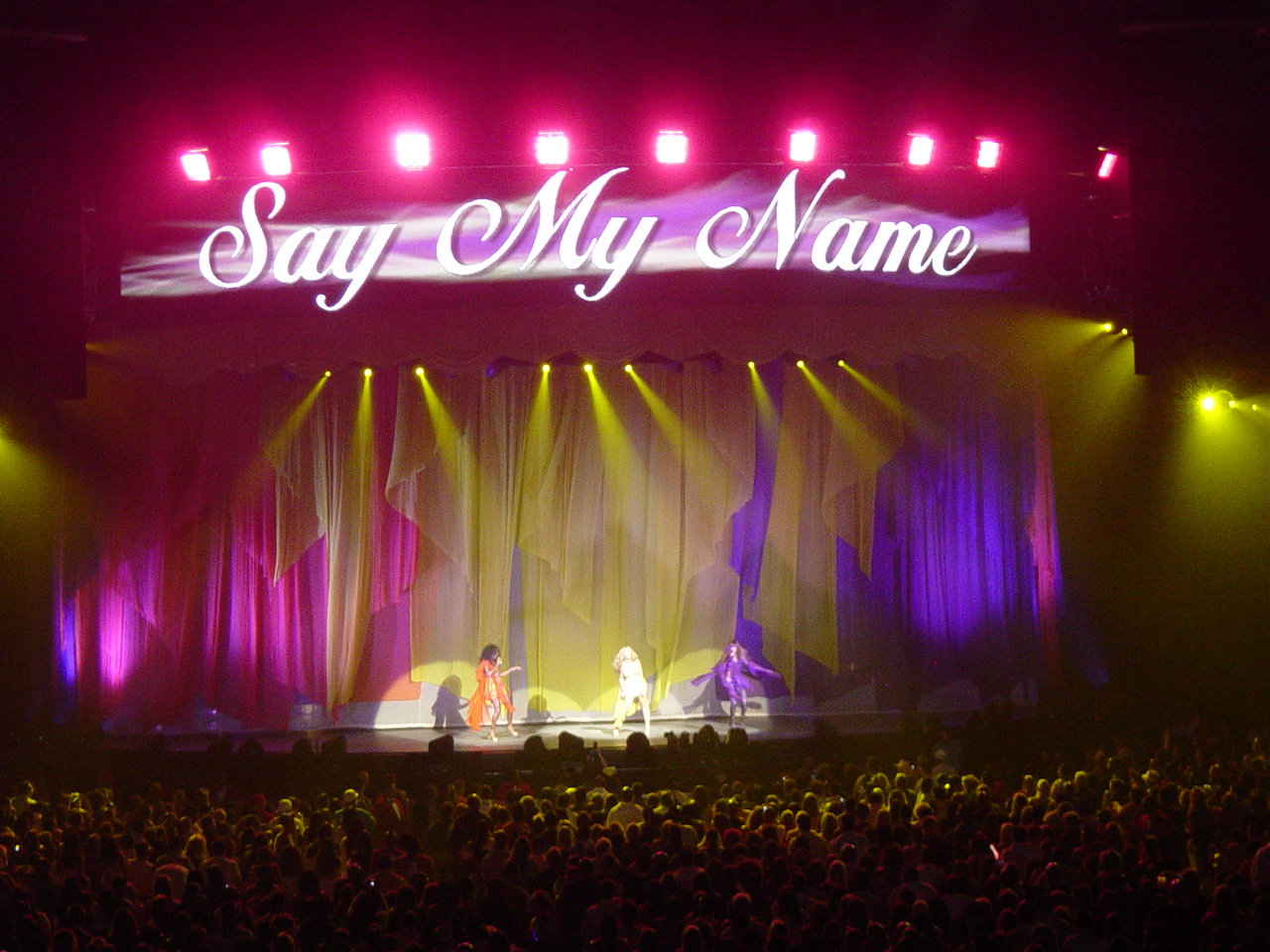
Les Destiny's Child qui interprètent leur single de 2000 Say My Name durant leur tournée d'adieu, Destiny Fulfilled… And Lovin' It.

Le groupe change son nom en Destiny's Child en 1993, d'après un passage du Livre d'Isaïe. Ensemble, elles se produisent dans des concerts locaux et, après quatre ans sur la route, le groupe signe chez Columbia Records à la fin de l'année 1997. Cette même année, Destiny's Child enregistre sa première chanson, Killing Time, pour la bande-originale du film de 1997, Men in Black,.
L'année suivante, le groupe sort son premier album éponyme, qui contient leur premier tube No, No, No. Cet album installe le groupe dans l'industrie musicale, avec des ventes modérées et faisant gagner au groupe trois Soul Train Lady of Soul Awards pour le « Meilleur single R'n'B/Soul » avec No, No, No, le « Meilleur album R'n'B/Soul de l'année » et le « Meilleur nouvel artiste R'n'B/Soul ou Rap ».
Le groupe sort son second album qui sera plusieurs fois disque de platine, The Writing's on the Wall, en 1999. Le disque comporte certaines des chansons les plus connues du groupe telles que Bills, Bills, Bills, le premier single numéro un du groupe, Jumpin', Jumpin', et Say My Name, qui va devenir leur chanson remportant le plus de succès à ce moment-là, et qui restera une de leurs chansons phares. Say My Name remporte le prix de la Meilleure prestation R'n'B par un duo ou un groupe avec chant et le prix de la Meilleure chanson R'n'B lors de la 43e cérémonie des Grammy Awards en 2001. The Writing's on the Wall s'est vendu à plus de huit millions d'exemplaires.

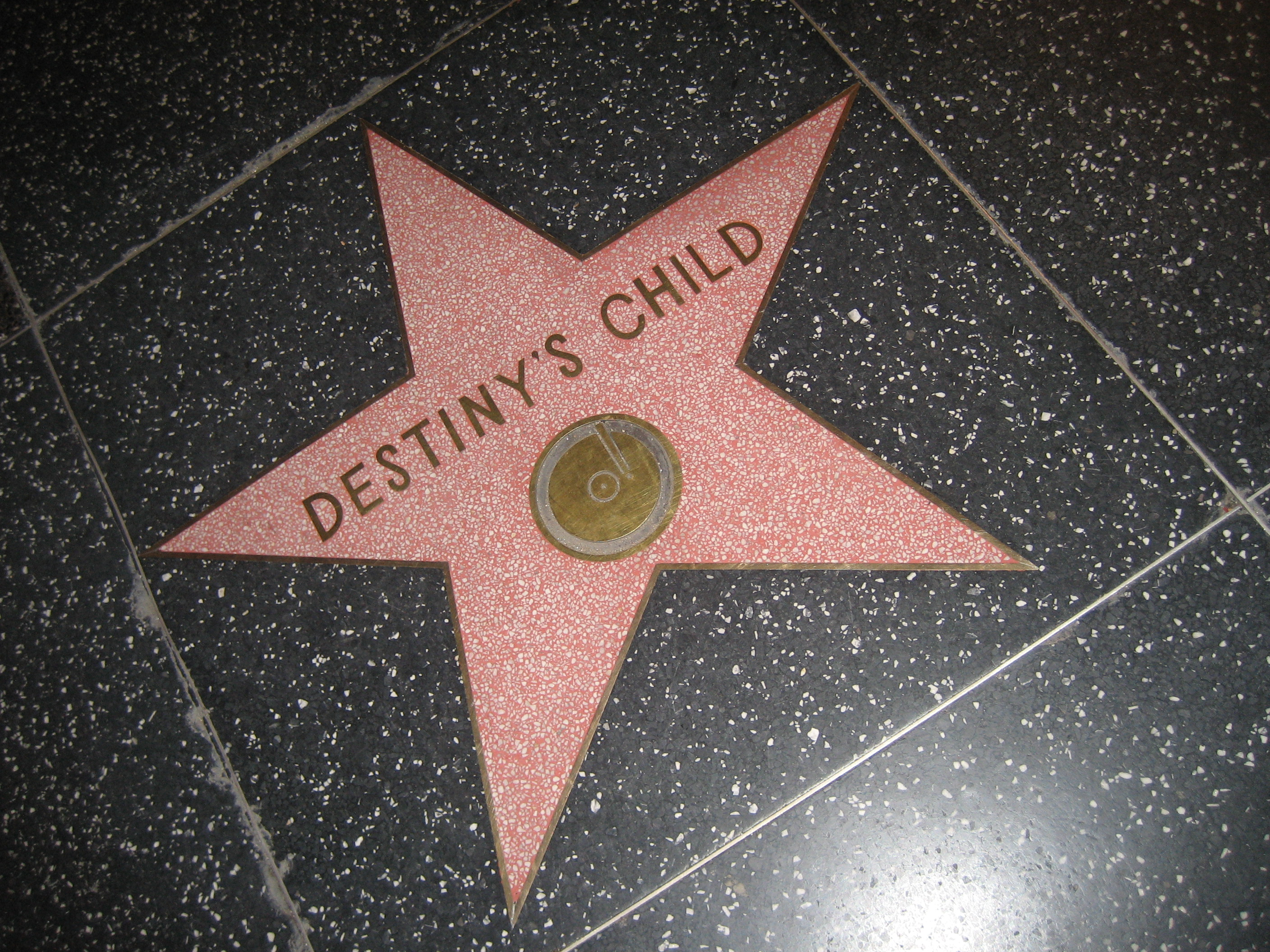
Étoile des Destiny's Child sur l'Hollywood Walk of Fame.

Luckett et Roberson découvrent sur le clip de Say My Name qu'elles ont été remplacées par Michelle Williams et Farrah Franklin. Elles intentent alors un procès au groupe pour rupture de contrat. Finalement, Luckett et Roberson quittent le groupe. Franklin les suit cinq mois plus tard, comme en témoignent ses absences lors des promotions et des concerts. Elle attribue son départ à des ondes négatives dans le groupe, résultant de la séparation.
Après la décision sur leur nombre définitif, le trio enregistre Independent Women Part I, qui apparaît en 2000 sur la bande originale du film, Charlie et ses drôles de dames. Il devient leur single le mieux classé, restant en tête du classement officiel des singles américains pendant onze semaines consécutives. Plus tard dans l'année, Luckett et Roberson retirent leur plainte contre les nouveaux anciens membres du groupe, tout en continuant leur procès contre Mathew. Les deux parties se mettent d'accord : elles conviennent de cesser leur dénigrement public.
Luckett et Roberson déposent à nouveau plainte après la sortie du troisième album des Destiny's Child, Survivor qui est sorti en mai 2001, en faisant valoir que les chansons de l'album les visaient. L'album débute numéro un au Billboard 200 américain avec 663 000 exemplaires vendus. Deux ans plus tard, Survivor a été vendu à plus de dix millions d'exemplaires dans le monde entier, dont plus de 40 % uniquement aux États-Unis. L'album engendre d'autres singles numéro un comme Bootylicious et le titre éponyme de l'album, Survivor ; ce dernier vaudra au groupe un Grammy Award de la meilleure prestation R&B par un duo ou un groupe avec chant. Après la sortie de leur album de Noël, 8 Days of Christmas, le groupe annonce prendre une pause pour que chacune poursuive des projets en solo.

### Simply Deepet début de carrière solo (2002–2006)

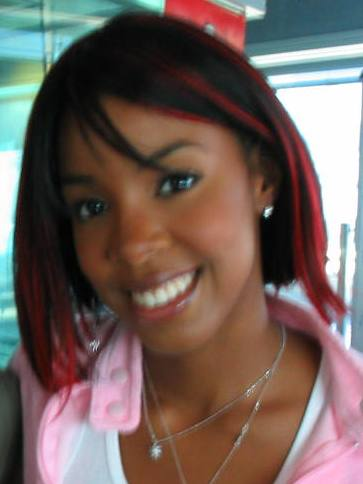
Kelly Rowland en mai 2003.

En 2002, le rappeur Nelly sort Dilemma en featuring Kelly Rowland, troisième single extrait de son second album Nellyville. La chanson s'érige à la 1re place du classement au Billboard américain, atteint le même rang en Australie, Belgique (Flandres), Pays-Bas, Allemagne, Hongrie, Irlande, Suisse, Royaume-Uni et remporte le prix de la meilleure collaboration Rap lors de la 45e cérémonie des Grammy Awards
.
Le 22 octobre 2002, elle sort son premier album prénommé Simply Deep. L'opus, composé de sonorités Pop/ Rock et R&B, comprend les collaborations de Mark J. Feist, Big Bert, Damon Sharpe, Billy Mann, Rob Fusari ou encore Brandy Norwood et Solange Knowles. Il débute à la 12e place du Billboard 200 et à la troisième place au Billboard R&B/Hip-Hop Albums, en se vendant à 77 000 exemplaires dès la première semaine de sa sortie. L'album produit trois singles : Stole, une piste influencée Pop/Rock, qui entre dans le top vingt dans la majorité des classements où il apparaît, atteignant le top cinq en Australie, Irlande, Nouvelle-Zélande et le Royaume-Uni,, Can't Nobody, morceau R&B, qui s'érige la 5e meilleure place au Royaume-Uni et Train on a Track, titre Pop/Rock, également présent sur la bande originale du film Coup de foudre à Manhattan, qui obtient la 20e meilleure position au Royaume-Uni. La même année, elle apparait dans la sitcom The Hughleys, produite par la chaîne UPN.
En 2003, le rappeur Stomy Bugsy, publie l'opus 4ème round, comprenant le titre Une femme en prison en featuring Kelly Rowland. La chanson sort en single et atteint la 62e place du classement en France. Dans un même temps, elle continue d'apparaître dans les séries télévisées telles que Eve ou encore Mes plus belles années, puis obtient son premier rôle au cinéma dans la surperproduction filmique Freddy contre Jason, aux côtés de Robert Englund et Monica Keena. Le film engendre 114,5 millions de dollars de recettes mondiales.
En 2004, elle enregistre le titre I'M Beginning To See The Light, pour la bande originale du film Le Sourire de Mona Lisa.
Le 20 juillet 2004, elle interprète le rôle principal dans le film The Seat Filler, aux côtés de Duane Martin, Shemar Moore et Melanie Brown. Le film réalise 17 972 898 millions de dollars de recettes mondiales. Dans la bande originale du film, figurent plusieurs titres de Kelly Rowland tels que : Follow Your Dreams, Flashback et le single I Need A Love.
Après trois ans consacrés à des projets solo, Beyoncé Knowles, Kelly Rowland et Michelle Williams sortent Destiny Fulfilled en novembre 2004. L'album atteint la deuxième place du Billboard 200, et engendre quatre singles qui entrent dans le top 40 incluant Lose My Breath, Soldier, Girl et Cater 2 U. Pour accompagner l'album, les Destiny's Child lancent en 2005 la tournée mondiale Destiny Fulfilled… And Lovin' It, qui se déroule d'avril à septembre. Lors de leur visite à Barcelone, le groupe annonce sa dissolution après la fin de la partie nord-américaine de la tournée,. 

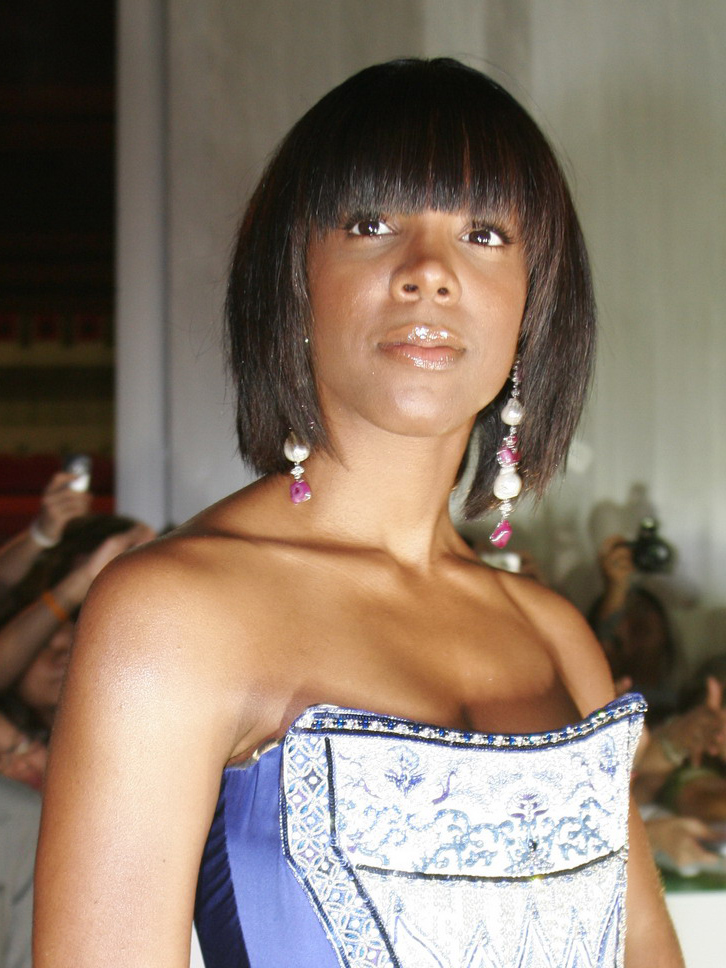
Lors des MTV Asia Awards 2006.

En octobre 2005, le groupe sort une compilation, appelée Number 1's, qui comporte tous les singles numéro un des Destiny's Child et la plupart de leurs chansons connues. La compilation inclut également trois nouvelles chansons. Destiny's Child est honoré par une étoile sur le Hollywood Walk of Fame en mars 2006. Elles sont également reconnues comme le groupe féminin ayant vendu le plus dans le monde de tous les temps par les World Music Awards,.
En 2005, elle collabore au morceau This Is How I Feel de Sleepy Brown et Earth, Wind & Fire, pour la bande originale du film Hitch, expert en séduction. Un peu plus tard, elle est invitée sur le titre Here We Go, extrait de l'opus Glamorest Life, de la rappeuse Trina. La chanson sort en single et s'érige à la 20e place du Billboard. Après le passage de l'ouragan Katrina en 2005, Kelly Rowland et Beyoncé Knowles, fondent The Survivor Foundation, afin de venir en aide aux sinistrés, puis enregistrent le titre caritatif All That I'm Lookin For avec Kitten Sera, sur l'opus The Katrina CD.
En 2006, elle interprète le titre H'Bibi I Love You en duo avec Amine, pour la compilation Raï'n'B Fever 2 de DJ Kore et DJ Belleck. Elle participe à la campagne de publicité ALDO Fights AIDS, aux côtés d'autres célébrités telles que : Ashley Judd, Avril Lavigne, Benji & Joel Madden, Bow Wow, Brittany Murphy, Eva Mendes, Eve, John Mayer, Ludacris, Pink, Rosario Dawson et Salma Hayek, afin de récolter de l'argent pour la recherche contre le SIDA[réf. nécessaire]. Elle interprète le rôle de Tammy, pour trois épisodes de la saison 6 de la série télévisée Girlfriends.

### Ms. Kelly, débuts télévisés et nouveau label (2007–2009)

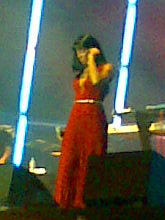
Kelly Rowland pendant la tournée Ms. Kelly Tour en 2007.

Le 20 juin 2007, elle publie son second opus Ms. Kelly, agrémenté des singles : Like This en featuring avec Eve, Comeback, Ghetto en featuring avec Snoop Dogg, et Work. L'album qui contient les productions de Billy Mann, Mysto & Pizzi, Sean Garrett, Scott Storch et Polow da Don, débute au top 10 du Billboard 200 et s'écoule à 86 746 exemplaires dès sa première semaine après parution. Le premier single, Like This en featuring avec Eve, s'érige à la première place du Billboard Hot Dance Club Songs, Comeback ne peut être classé car il s'agit d'un single promotionnel, Ghetto en featuring avec Snoop Dogg s'élève au 9e rang du Billboard Bubbling Under R&B/Hip-Hop Singles ; quant à Work, il atteint, grâce au remix réalisé par Freemasons, le top dix en Australie, Finlande, France, Grèce, Italie, Suisse, Turquie, et se classe à la première place du classement au Royaume-Uni. Pour promouvoir cet opus, elle organise donc une tournée prénommée le Ms. Kelly Tour, qui passe par l'Europe, l'Amérique du Nord, l'Asie et l'Afrique. Elle publie, le 3 juillet 2007, son tout premier DVD intitulé BET Presents Kelly Rowland, contenant un documentaire sur la réalisation de l'album, des performances lives et des vidéoclips.
Dans un même temps, elle s'associe à Jessica Simpson et au casting de la série Grey's Anatomy afin de récolter des fonds contre le cancer[réf. nécessaire]. En parallèle, elle s'accocie à Kanye West, Nelly Furtado et Snoop Dogg, pour réaliser le design d'une paire de Nike, vendue exclusivement sur e-bay pour récolter des fonds pour la lutte contre le SIDA[réf. nécessaire]. En octobre 2007, elle auditionne pour Sex and the City, le film, mais le rôle est attribué à Jennifer Hudson. Deux mois plus tard, elle participe en tant que candidate à l'émission Clash Of the Choirs aux côtés de Michael Bolton, Patti LaBelle, Nick Lachey et Blake Shelton où elle termine 5e de la compétition.

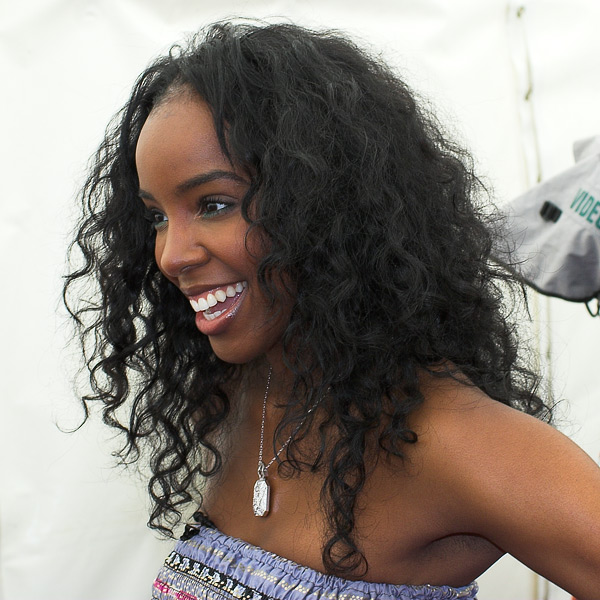
En juillet 2008.

Le 12 mai 2008, elle ressort l'album Ms. Kelly en édition deluxe prénommé Ms. Kelly Diva Deluxe, comprenant les singles Work (Freemasons Remix), Daylight en featuring avec Travis McCoy, quelques nouveaux titres et deux remixes. La chanson Daylight, reprise de Bobby Womack, qui officie de bande originale du film Astérix et Obélix aux Jeux Olympiques, se classe à la 4e place du Billboard US Hot Dance Club Songs. Ensuite, elle enregistre le titre Love Again, pour la bande originale du film Meet The Browns.
En parallèle, elle devient l'ambassadrice de MTV Staying Alive Fondation, dont le but est de récolter des fonds contre le sida. De ce fait, elle fait alors la promotion de ce combat au Kenya et Tanzanie. Elle collabore avec Cameron Diaz, will.i.am, Hayden Panettiere, Pete Wentz, Flyleaf et Sean Kingston, à une série de spots publicitaires afin de recruter des personnes pour le service civil, puis est avec Alesha Dixon, Pixie Lott et Kid British, l'une des désigners vedettes de la marque River Island, qui produisent des T-Shirts dans le but de récolter des fonds pour l'association Prince's Trust.

La même année, elle est invitée sur le titre No Future in the Past, extrait de l'opus Électron Libre de la chanteuse française Nâdiya. La chanson sort en single et atteint la 51e meilleure place du classement français.

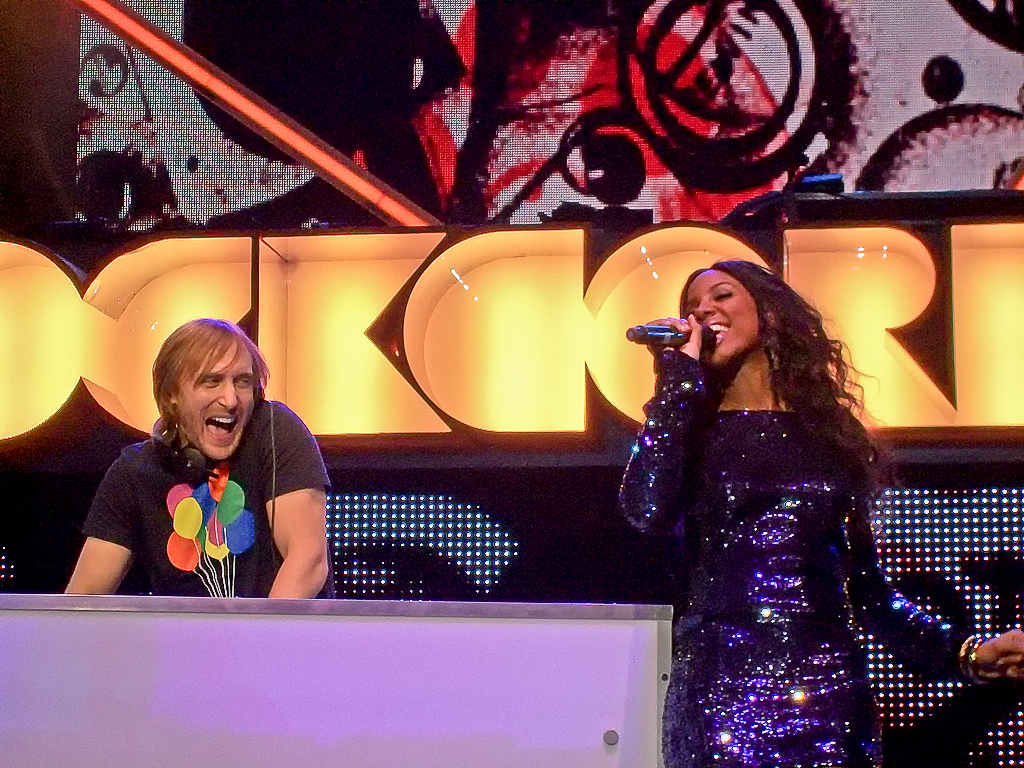
David Guetta et Kelly Rowland lors du concert Orange Rockcorps, à Londres en 2009.

En janvier 2009, elle met fin à la relation professionnelle qu'elle entretenait avec Matthew Knowles, son manager et le père de Beyoncé, qui la suivait depuis le début du groupe Destiny's Child. Deux mois plus tard, elle quitte Columbia Records et signe plus tard avec le prestigieux label Motown Records, qui a fusionné depuis l'été 2011, avec Universal Records. Entretemps, elle co-interprète le single Breathe Gentle, issu de l'opus Alla mia età du chanteur italien Tiziano Ferro. Le titre s'érige à la seconde place du classement en Italie, en 7e position aux Pays-Bas et au 13e rang en Belgique (Wallonie).

En avril 2009, elle enregistre le single When Love Takes Over, premier titre extrait de l'album One Love du DJ français David Guetta, qui obtient une nomination pour la meilleure chanson dance et remporte le prix du meilleur remix, lors de la 52e cérémonie des Grammy Awards. En mai, elle entame une carrière de présentatrice télé en présentant The Fashion Show, aux côtés de Isaac Mizrahi sur la chaîne Bravo. Elle est remplacée par le mannequin Iman pour la seconde saison. 

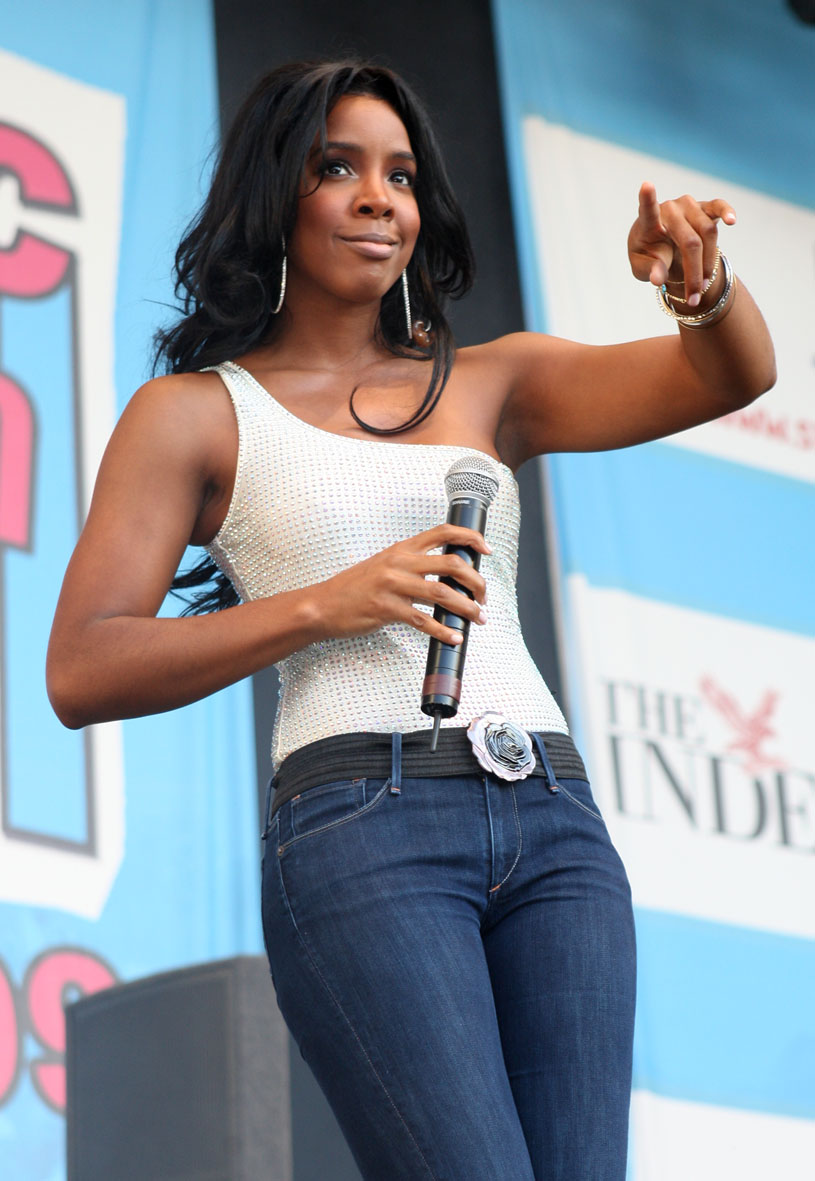
Kelly Rowland au festival Love Music Hate Racism en 2009.

Plus tard, elle est également présente sur deux autres titres de l'album One Love de David Guetta : It's the Way You Love Me et Choose en featuring avec Ne-Yo. Elle intervient aussi en tant qu'invitée dans le clip Baby by Me du rappeur 50 Cent[réf. souhaitée].

### Here I Am, compilations et The X-Factor UK (2010–2012)
En 2010, Kelly Rowland lance une campagne de charité sur internet prénommée I Heart My Girlfriends, aux côtés de Kim Kardashian et Serena Williams dans le but est d'aborder la violence, l'abstinence, le service à la communauté, le sport, l'addiction à la drogue, l'alcool, la cigarette, l'obésité et l'éducation. En avril 2010, elle s'associe à Akon, Pitbull, Sean Paul, Jay Sean et Eve lors de la tournée australienne du festival Supafest. En fin de ce mois, elle sort le single Everywhere You Go en compagnie de plusieurs artistes africains, qui est choisie comme hymne de la Coupe du monde de football de 2010 en Afrique du Sud. Le 17 mai 2010, elle publie le single Commander featuring David Guetta, qui s'érige à la 1re place du Billboard Hot Dance Club Songs, mais aussi en tête du classement en Norvège, en Finlande, et qui se classe au second rang du Royaume-Uni, en Belgique, et en Slovaquie.

Entre-temps, elle collabore au morceau You're Love (So Crazy) de l'album Uni-5 The Prequel CD du groupe Bone Thugs-n-Harmony. Le 28 juin 2010, elle sort le single Roses Colored Glasses, qui obtient la 39e place aux États-Unis.

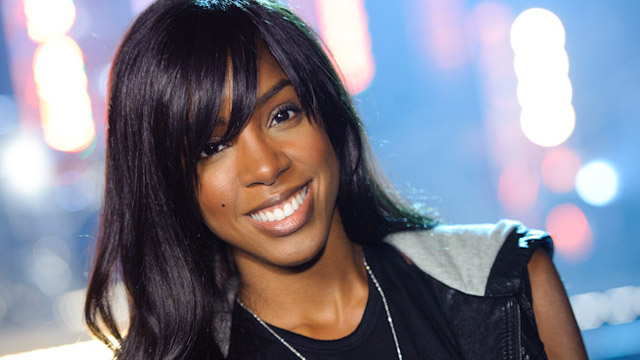
En septembre 2010.

Le 26 juillet 2010, elle propose le single Grown Woman, qui s'érige à la 22e place du Billboard Adult R&B Songs. Le 20 septembre 2010, le single Forever and a Day est publié. Il atteint la 40e meilleure place en Belgique. Au début d'octobre 2010, le rappeur anglais Tinie Tempah sort l'album Disc-Overy, contenant le titre Invincible en collaboration avec Kelly Rowland. Le titre sort en single et atteint la 4e place du classement au Royaume-Uni.
En octobre 2010, elle reçoit un prix de l'institut American Society of Composers, Authors and Publishers, récompensant les femmes dans l'industrie musicale. Le 25 octobre 2010, Sony Music commercialise une compilation prénommée Work : The Best of Kelly Rowland. En novembre 2010, le rappeur Nelly sort l'opus 5.0, contenant le titre Gone en featuring avec Kelly Rowland.
En 2011, le titre Gone de Nelly featuring Kelly Rowland, sort en single et s'érige à la 13e place du Billboard Hot R&B/Hip-Hop Songs. Avril 2011, elle est invitée sur le single What a Feeling, extrait de l'opus Magnificent du DJ italien Alex Gaudino, qui atteint la première place au Royaume-Uni, et entre dans le top 10 dans plusieurs pays tels que : la Belgique, la Nouvelle-Zélande, l'Allemagne, et l'Écosse. En mai 2011, elle collabore au single Favor, issu de l'opus The Love Train du rappeur Lonny Bereal, qui se classe à la 33e place du Billboard US Hot R&B/Hip-Hop Songs. En juin 2011, elle est invitée avec Jamie Drastik, sur le titre Castle Made of Sand, issu de l'album Planet Pit du rappeur Pitbull.
Le 26 juillet 2011, elle publie son 3e opus prénommé Here I Am, contenant les singles Commander featuring David Guetta, Red Colored Glasses, Forever and a Day, Motivation featuring Lil' Wayne, Lay It On Me featuring Big Sean et Down For Whatever featuring The WAV.s. L'opus, composé de sonorités r&b, pop et dance, produites par Tricky Stewart, Rodney Jerkins, Hit-Boy, David Guetta, RedOne, Stargate ou encore Jim Jonsin et The Runners, reçoit d'excellentes critiques, se vend à 77 000 exemplaires dès la première semaine de sortie et s'érige directement à la 1re place du Billboard. Le single Motivation featuring Lil' Wayne, se classe à la 1re place du Billboard pendant sept semaines consécutives, est certifié double disque de platine, remporte le prix de la chanson de l'année à la cérémonie des Soul Train Music Awards en 2011, une récompense pour la meilleure chanson R&B au Billboard Music Awards et obtient une nomination pour la meilleure collaboration rap/r&b lors de la 54e cérémonie des Grammy Awards. Lay It On Me featuring Big Sean, atteint la 9e place au Billboard US Bubbling Under Hot 100 Singles, quant à Down for Whatever featuring The WAV.s, il obtient la 3e position du classement au Royaume-Uni et se classe au 5e rang en Écosse.
Dans un même temps, Kelly Rowland devient l'égérie du parfum Empress de Puff Daddy. Elle devient également l'ambassadrice de la marque d'horlogerie TW Steel. Entre aout et décembre 2011, elle devient juge de l'émission The X Factor aux côtés de Louis Walsh, Gary Barlow et Tulisa Contostavlos. En septembre 2011, elle intervient sur le morceau Slow Motion, extrait de la mixtape Differenter 3 (Road Trips & Big Tits) du rappeur Travis Porter, puis est invitée sur le single Boo Thang du rappeur Verse Simmonds. Le 18 octobre 2011, Sony Music sort Playlist : The Very Best Of Kelly Rowland. En décembre 2011, elle commercialise un dvd de fitness prénommé Sexy Abs With Kelly Rowland en collaboration avec Jeanette Jerkins .

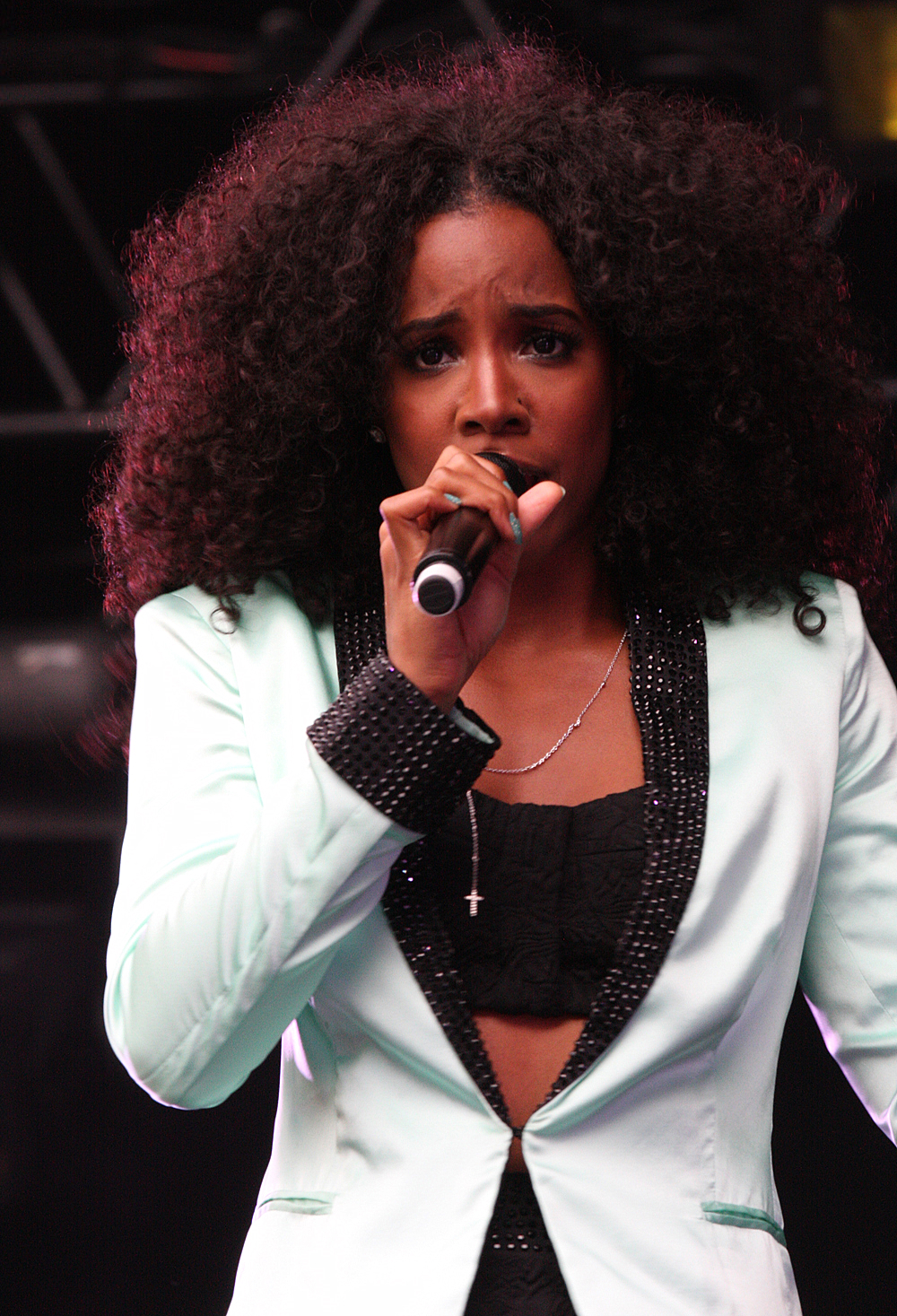
Rowland en 2012.

En 2012, elle est invitée sur le morceau Mine Games, issu de l'album Rich Forever du rappeur Rick Ross. Le même mois, Sean Paul publie l'opus Tomahawk Technique, contenant le titre How Deep Is Your Love featuring Kelly Rowland. Le titre sort en single et atteint la 3e meilleure place en Bulgarie. Le 8 février 2012, elle est honorée lors des Black Women In Music par le magazine Essence, pour sa contribution dans l'industrie musicale. En avril 2012, elle s'associe à Ludacris, Chris Brown, Ice Cube, Lupe Fiasco, et Big Sean
lors de la tournée australienne du festival Supafest. Toujours en avril 2012, le rappeur Future sort l'opus Pluto, contenant le single Neva End Remix featuring Kelly Rowland, qui obtient la 11e position du Billboard Hot Rap Songs.
Le 20 avril 2012, elle obtient un rôle dans le film Think Like a Man, aux côtés de Michael Ealy, Jerry Ferrara, Meagan Good, Regina Hall et Kevin Hart. Le film réalise 96 070 507 dollars de recettes mondial. Dans la bande originale du film, figure le titre de Kelly Rowland Need A Reason featuring Future et Bei Maejor. Un mois plus tard, elle apparaît dans le clip Heart Attack de Trey Songz, puis collabore un mois plus tard, sur le titre Bacardi Feeling (Summer Dreamin') de projet B., pour promouvoir la marque Bacardi via le spot publicitaire de la marque.
Le 14 aout 2012, elle publie le single Ice featuring Lil' Wayne, qui atteint la 24e place au Billboard Hot R&B/Hip-Hop Songs. En parallèle, elle devient l'un des juges de l’émission australienne Everybody Dance Now, aux côtés de Jason Derulo, mais l'émission est annulée après le 4e épisode, à la suite de faibles audiences. En octobre 2012, le rappeur Big Boi publie le single Mama Told Me featuring Kelly Rowland, extrait de l'album Dangerous Rumours, qui atteint le 19e rang en Allemagne. Le même jour, le rappeur Ludacris, sort le single Representin featuring Kelly Rowland, qui s'érige à la 20e place du Billboard US Hot Rap Songs.

### Talk a Good Gameet télévision: The X-Factor US etEmpire(2013-2015)

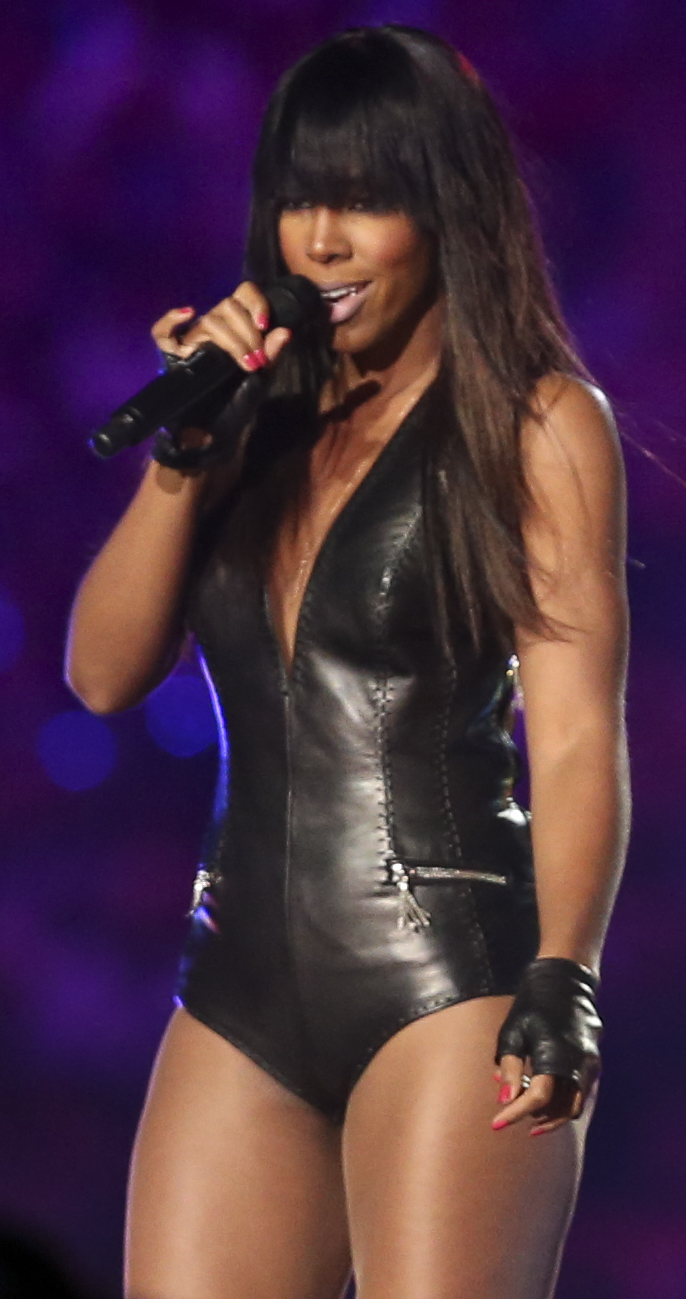
Au Super Bowl XLVII 2013, lors de la prestation remarquée des Destiny's Child.

Le 10 janvier 2013, Beyoncé Knowles annonce que Destiny's Child va sortir un titre inédit qui s'intitule Nuclear,. Ce titre fait partie de la compilation Love Songs, qui sort le 29 janvier 2013. Le 1er février 2013, elle sort le single Kisses Down Low, qui atteint la 25e place du Billboard US Hot R&B/Hip-Hop Songs. Le 4 février 2013 lors du show de la mi temps du Super Bowl XLVII, le groupe réapparaît pour interpréter un medley de leurs titres comprenant Bootylicious, Independent Women et une version de Single Ladies (Put a Ring on It) de Beyoncé.
Le 24 février 2013, elle présente l'avant cérémonie des 85e cérémonie des Oscars, aux côtés de Kristin Chenoweth, Lara Spencer, Robin Roberts (en). Le même mois, elle est invitée sur le titre Ain't No Mountain High Enough, de l'opus du même nom du chanteur Michael Bolton. En avril 2013, elle est invitée en compagnie de Missy Elliott, sur le titre Without You, extrait de l'opus Side Effects Of You de Fantasia Barrino. Le titre sort en single et atteint la 26e place du Billboard US Hot R&B/Hip-Hop Songs.
Le 15 mai 2013, elle publie le single Dirty Laundry, qui s'érige à la 47e place au Billboard US Hot R&B/Hip-Hop Songs. Deux jours plus tard, le titre One Life featuring Kelly Rowland, issu de l'opus Icon du groupe norvégien Madcon, sort en single. Il obtient la 6e place en Allemagne, 7e place en Belgique et atteint la 9e position en Autriche. Le même mois, elle remplace Britney Spears en tant que juge, pour la troisième saison de The X Factor, aux côtés de Simon Cowell, Demi Lovato et Paulina Rubio.
Le 14 juin 2013, elle sort 4e album prénommé Talk a Good Game, contenant les singles Kisses Down Low et Dirty Laundry. L'opus, composé de sonorités r&b produites par Danja, Rico Love, The-Dream, Pharrell Williams ou encore The Runners et contenant un titre avec Beyoncé Knowles et Michelle Williams, de son groupe Destiny's Child, se classe à la 4e place du Billboard et se vend à 68 000 exemplaires dès la première semaine de sa sortie. Le single Kisses Down Low, atteint la 25e place du Billboard US Hot R&B/Hip-Hop Songs, quant à Dirty Laundry, il s'érige à la 47e place au Billboard US Hot R&B/Hip-Hop Songs.
En fin d'année 2013, elle apparaît sur les titres Let Me Love You, issu de l'opus My Name Is My Name de Pusha T, That High, extrait de la réédition de Global Warming du rappeur cubano-américain Pitbull, All The Way de l'album Black Panties de R. Kelly, puis apparaît en tant que choriste avec Michelle Williams sur le titre Superpower de l'opus Beyoncé de Beyoncé[réf. nécessaire].
Le 17 février 2014, Joe publie le single Love Sex Part 2 featuring Kelly Rowland, extrait de son futur opus Bridges, qui sort en juillet 2014. Dans un même temps, Kelly Rowland révèle à The Huffinghton Post, qu'elle travaille actuellement sur son 5e opus studio. Le 2 juin 2014, Kelly Rowland et Beyoncé Knowles apparaissent en featuring sur le single Say Yes de Michelle Williams. Le même mois, elle enregistre le titre The Game qui est inclus dans la compilation Pepsi Beats of the Beautiful Game de la marque Pepsi-Cola, supportant la Coupe du monde de football de 2014. Le titre est publié comme single et le vidéoclip qui l'accompagne est réalisé par Spike Lee. Le 19 juillet 2014, Kelly Rowland apparaît en featuring sur les titres Honey de la mixtape Weak After Next d'Adrian Marcel et sur Love Stand Still de Beau Vallis. Dans un même temps, elle contribue également en tant que choriste à la chanson You're My Star, 1er single extrait de l'album Stronger de Tank,.
En août 2015, elle apparaît sur le titre I Know What You Did Last Summer de Jacob Whitesides. Un peu plus tard, elle rejoint le casting de la seconde saison de la série télévisée à succès Empire, dont elle interprète le titre Mona Lisa, qui est inclus dans la bande originale de la série. Le 26 octobre 2015, elle publie le single Dumb, extrait de son cinquième album à venir. Le 17 novembre 2015, elle obtient un petit rôle dans le 6e épisode de la 3e saison de la série à succès Being Mary Jane.

### Chasing Destiny, The Voice,5ealbumet films (2016-présent)

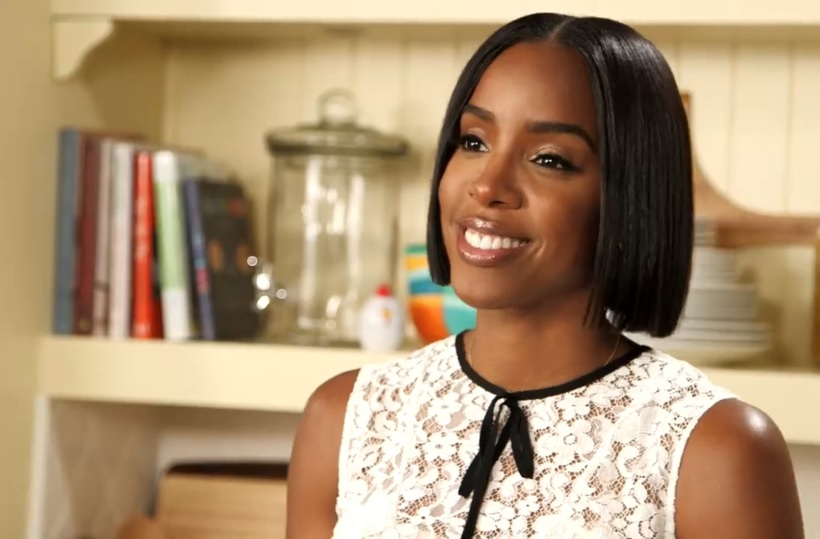
Durant le tournage d'une émission de télévision, en 2018.

Le 15 mars 2016, le single caritatif This Is For My Girls, qu'elle co-interprète aux côtés de Missy Elliot, Kelly Clarkson, Zendaya, Janelle Monáe et Lea Michele et dont les bénéfices sont reversés à l'association Let Girls Learn de Michelle Obama, est commercialisé. Le 5 avril 2016, elle fonde sa propre télé-réalité intitulée Chasing Destiny, en partenariat avec la chaîne télé BET, dont le but est de trouver un nouveau girlsband.
Le 28 janvier 2017, le téléfilm 10 Rendez-Vous Pour Séduire comprenant en vedette Kelly Rowland, Meagan Good, Keri Hilson et Kellee Stewart est diffusé sur la chaîne Lifetime aux États-Unis, et sur la chaîne TF1 en France. Le 11 avril 2017, elle publie son 1er ouvrage intitulé Whoa, Baby!: A Guide for New Moms Who Feel Overwhelmed and Freaked Out (and Wonder What the #*$& Just Happened), basé sur sa maternité, qu'elle co-écrit avec Laura Moser et Tristan Bickman M.D.
En fin d'année 2017, la chanteuse annonce travailler sur un cinquième album.
En 2018, elle devient membre de la version australienne de l'émission The Voice. L'année où elle fait une prestation remarquée au Coachella Festival en reformant les Destiny's Child,. À la suite de cette performance, Beyoncé annonce son intention de reformer ponctuellement le groupe lors de la tournée On The Run II qu'elle porte aux côtés de son mari, Jay-Z. La même année, elle collabore sur le titre Get It avec Busta Rhymes et Missy Elliott. Et en fin d’année, elle est de retour avec un single solo intitulé Kelly,,.
Elle est aussi annoncée au casting d'une série développée par BET, intitulée American Soul, dans laquelle elle interprète le rôle récurrent de la chanteuse soul Gladys Knight,. La série, dont la diffusion débute en début d'année 2019, suit le parcours de l'entrepreneur Don Cornelius, notamment créateur du Soul Train Show pendant les années 1970. Pour l’occasion, elle retrouve et donne la réplique à Michelle Williams qui incarne Diana Ross. Ce rôle lui permet de remporter le NAACP Image Awards de la meilleure actrice invitée dans une série télévisée, lors de la 51e cérémonie.
Elle collabore avec la marque Dove et commercialise, dans le cadre d'une campagne publicitaire, une chanson intitulée Crown. La même année, elle commercialise un EP intitulé The Kelly Rowland Edition. En parallèle, elle apparaît dans un épisode de la saison 1 de L.A.'s Finest avec Gabrielle Union et Jessica Alba. Elle participe aussi à la série de sketchs produite par Issa Rae pour le réseau HBO, A Black Lady Sketch Show, qui met en scène de nombreuses personnalités afro-américaines reconnues telles que Laverne Cox, Yvonne Orji, Angela Bassett, Yvette Nicole Brown, Aja Naomi King et d'autres. Le 30 novembre 2019, elle est à l'affiche du téléfilm Joyeuse Pagaille à Noël, qui est diffusé sur la chaîne Lifetime, elle y est créditée en tant que productrice et chante également la bande originale,,,,.
En 2020, elle est confirmée en tant que doubleuse dans le futur film d'animation Les Razmokets, aux côtés de la chanteuse Christina Aguilera. Un duo entre les deux chanteuses en tant que bande originale de ce film est d'ailleurs attendu par les fans,. La même année, elle s'auto produit et poursuit son retour progressif vers la musique par la commercialisation du titre R&B Coffee dont elle réalise le clip,,,,,. Elle apparaît en tant que guest star dans un épisode de la série Boomerang, adaptée du film du même nom avec Eddie Murphy et Halle Berry. Elle joue aussi dans le film indépendant Bad Hair de Justin Simien, aux côtés de James Van Der Beek, Blair Underwood, Michelle Hurd, Laverne Cox et Lena Waithe.
Le 25 mars 2021, elle enregistre la chanson  Make You Feel My Love, pour le conte d’animation musical The Runaway Bunny, qui est disponible sur HBO Max.

## Vie privée
En 2011, Kelly commence à fréquenter son manager Tim Witherspoon,. Ils se marient le 9 mai 2014 au Costa Rica. Le 10 juin 2014, elle annonce sur son compte Instagram attendre son premier enfant. Le 4 novembre 2014, elle donne naissance à un garçon prénommé Titan. Le 7 octobre 2020, elle annonce, toujours via son compte Instagram, attendre son second enfant. Le 21 janvier 2021, elle donne naissance à son deuxième garçon prénommé Noah.

## Discographie
- 2002 : Simply Deep
- 2007 : Ms. Kelly
- 2011 : Here I Am
- 2013 : Talk a Good Game

## Distinctions

### Récompenses
- 43e cérémonie des Grammy Awards 2001 : 
  - meilleure chanson R&B pour Say My Name[214]
  - Best R&B Performance by a Duo or Group with Vocals pour Say My Name
- 44e cérémonie des Grammy Awards 2002 : Best R&B Performance by a Duo or Group with Vocals pour Survivor
- Billboard R&B/Hip Hop Awards 2003 : meilleure chanson rap pour Dilemma
- 45e cérémonie des Grammy Awards 2003 : Best Rap/Song Collaboration pour Dilemma avec Nelly[214]
- Capital FM Awards 2003 : meilleur single international pour Dilemma
- TMF Awards Holland 2003 : 
  - meilleure artiste international de R&B
  - meilleure vidéo international pour Dilemma
- ASCAP Women Behind the Music Awards 2009 : Récompense honorifique pour sa contribution à l'industrie musicale
- Danish DeeJay Awards 2010 : meilleure chanson international D-J pour When Love Takes Over
- 52e cérémonie des Grammy Awards 2010 : Best Remixed Recording - Non-Classical pour When Love Takes Over avec David Guetta[214]
- Winter Music Conference 2010 : Best Pop Dance Track pour When Love Takes Over
- Soul Train Awards 2011 : Chanson de l'année pour Motivation avec Lil Wayne[214]
- Billboard Music Awards 2012 : meilleure chanson R&B pour Motivation avec Lil Wayne[214]
- Cosmopolitan Ultimate Women of the Year Awards 2012 : Personnalité de télévision de l'année
- Glamour Women of the Year Awards 2012 : Personnalité de télévision de l'année
- 51e cérémonie des NAACP Image Awards 2020 : meilleure actrice invitée dans une série télévisée pour American Soul

### Nominations
- 42e cérémonie des Grammy Awards 2000 :
  - Best R&B Performance by a Duo or Group with Vocals pour Bills, Bills, Bills
  - Best R&B Song pour Bills, Bills, Bills
- 43e cérémonie des Grammy Awards 2001 : 
  - Record of the year pour Say My Name
  - Song of the year pour Say My Name
- 44e cérémonie des Grammy Awards 2002 : Best R&B Album pour Survivor
- MTV Video Music Awards 2003 : Best R&B Vidéo pour Dilemma avec Nelly[214]
- BET Awards 2003 : meilleure collaboration pour Dilemma avec Nelly[214]
- 45e cérémonie des Grammy Awards 2003 : Record of the Year pour Dilemma
- NAACP Image Awards 2003 : meilleure nouvelle artiste[214]
- Soul Train Awards 2003 : Best R&B/ Soul or Rap Music Video pour Dilemma avec Nelly[214]
- Teen Choice Awards 2003 : meilleure artiste Hip-Hop/R&B
- 47e cérémonie des Grammy Awards 2005 : Best R&B Performance by a Duo or Group with Vocals pour Lose My Breath
- 48e cérémonie des Grammy Awards 2006[215] : 
  - Best R&B Performance by a Duo or Group with Vocals pour Cater 2 U
  - Best R&B Song pour Cater 2 U
  - Best Rap/Song Collaboration pour Soldier
  - Best Contemporary R&B album pour Destiny Fulfilled
- MTV Europe Music Awards 2009 : Best Song pour When Love Takes Over avec David Guetta[214]
- Danish DeeJay Awards 2010 : meilleur club-hit international pour When Love Takes Over
- 52e cérémonie des Grammy Awards 2010 : Best Dance Recording pour When Love Takes Over avec David Guetta[214]
- MTV Latin America Awards 2010 : Best Live Performance pour When Love Takes Over avec David Guetta[214]
- MTV Video Music Awards Japan 2010 : Best Dance Video pour When Love Takes Over avec David Guetta[214]
- NRJ Music Awards 2010 : Chanson de l'année pour When Love Takes Over avec David Guetta[214]
- World Music Awards 2010 : meilleur single pour When Love Takes Over
- Winter Music Conference 2010 :
  - Best House/Dance Track pour When Love Takes Over
  - Best Music Video pour When Love Takes Over
- American Music Awards 2011 : Meilleure artiste féminine R&B/Soul[214]
- Soul Train Awards 2011 : Best Dance Performance pour Motivation avec Lil Wayne[214]
- Winter Music Conference 2011 : Best R&B/Urban Dance Track pour Commander
- 54e cérémonie des Grammy Awards 2012 : Best Rap/Song Collaboration pour Motivation avec Lil Wayne[214]
- MTV Video Music Awards 2014 : Best Video pour Dirty Laundry[214]

## Filmographie

### Cinéma
- 1999 : Beverly Hood de Tyler Maddox : Fille 2
- 2003 : Freddy contre Jason de Ronny Yu : Kia Waterson
- 2004 : The Seat Filler de Nick Castle : Jhnelle
- 2012 : Think Like a Man de Tim Story : Brenda
- 2020 : Bad Hair de Justin Simien : Sandra
- 2021 : The Runaway Bunny d'Amy Schatz : Singer
- 2022 : Le Mauvais Esprit d'Halloween : Emily
- 2024 : Mea Culpa de Tyler Perry : Mea

### Télévision

#### Émissions de télévision
- 2016 : Chasing Destiny (téléréalité) : elle-même (3 épisodes, également productrice exécutive des 10 épisodes)

#### Séries télévisées
- 2002 : The Hughleys : Carly (3 épisodes)
- 2003 : Mes plus belles années : Martha Reeves (2 épisodes)
- 2003 : Eve : Cleo (1 épisode)
- 2006 : Girlfriends :épisodes)
- 2011 : Single Ladies : DJ Denise (1 épisode)
- 2013 : Real Husbands of Hollywood : Kelly Rowland (1 épisode)
- 2013 : What Would Dylan Do? : Dylan (pilote non retenu par BET[216])
- 2015 : Being Mary Jane : Robin (saison 3, épisode 6)
- 2015-2016 : Empire : Leah Walker (6 épisodes)

2019 : American Soul : Gladys Knight (invitée récurrente)
- 2019 : L.A.'s Finest : Faith Baines (saison 1, épisode 5)
- 2019 : A Black Lady Sketch Show : Technologue de la CIA (saison 1, épisode 1)
- 2020 : Boomerang : elle-même (saison 2, épisode 6)

#### Téléfilms
- 2017 : 10 Rendez-Vous Pour Séduire de Nzingha Stewart : Margot Scotts
- 2019 : Joyeuse Pagaille à Noël de Bosede Williams : Jacquie Liddle (également productrice exécutive)

## Jeux-vidéo
- 2006 : Karaoke Revolution Presents American Idol - Dilemma (Kelly Rowland & Nelly).
- 2009 : DJHero (DLC) - When Love Take Over (Kelly Rowland & David Guetta).
- 2009 : GTA Episode from Liberty City - Vladivostok FM : When Love Take Over (Kelly Rowland & David Guetta).
- 2010 : The Sims 3 - Late Night (extension) - Rose Colored Glasses.
- 2010 : Dance Paradise - When Love Take Over (Kelly Rowland & David Guetta).
- 2011 : Dance Central 2 (DLC) - Commander (Kelly Rowland & David Guetta).
- 2012 : MLB 13 The Show - Mama Told Me (Kelly Rowland & Big Boi).
- 2013 : GTA V - Non-Stop-Pop FM : Work (Freemasons Remix).
- 2021 : Beatstar -  Dilemma (Kelly Rowland & Nelly).

## Livre
- 2017 : Whoa, Baby!: A Guide for New Moms Who Feel Overwhelmed and Freaked Out (and Wonder What the #*$& Just Happened)